# STDU Viewer
STDU Viewer — невеликий за розміром переглядач PDF, DjVu, Comic Book Archive (CBR або CBZ), XPS, TCR, TIFF, TXT, EMF, WMF, BMP, GIF, JPG, JPEG, PNG, PSD для Microsoft Windows безкоштовний для некомерційного використання.

## Можливості
Програма має Багатодокументний інтерфейс з вкладками для перегляду декількох документів, відображає ескізи сторінок на бічній панелі, дозволяє створювати свої закладки, настроювати яскравість, контрастність, гаму при відображенні документа. Для відображення текстових документів в настройках програми вказується шрифт, його розмір, колір, визначаються правила показу абзаців. Програма підтримує три типи пошуку по текстовому шару, всі результати пошуку відображаються списком.
STDU Viewer доступний чотирма мовами (англійською, французькою, німецькою та російською).
Програма дозволяє повертати сторінки в документі, з кроком 90 градусів, що може бути зручно для читання з монітора, встановленого у портретному положенні, а також дає можливість виправити помилки некоректно відсканованих сторінок. Сторінки відкритого документа можуть експортуватися в текстовий документ або зображення.
Розмір інсталяційного файлу становить 1,7 МБ, встановленої програми близько 2,5 МБ (для порівняння — розмір інсталятора Adobe Reader 9.1 — 35,7 МБ, а встановлений Adobe Reader 9.0.0 займає приблизно 221 МБ).

## Історія версій
Першою версією STDU Viewer була версія 1.0.60, випущена 13 вересня 2007. Програма підтримувала формати PDF (з підтримкою вкладених гіперпосилань), DjVu і TIFF.
Починаючи з версії 1.0.76 підтримується Юнікод.
Друк документів вперше став доступний у версії 1.4.7.

## Переваги і недоліки
STDU Viewer отримав визнання за свою «всеїдність», швидкість, простоту і гарячі клавіші. Може бути розглянутий як альтернатива набору програм Adobe Acrobat, WinDjView і Microsoft XPS Viewer.
Увійшов до списку 50 найкращих безкоштовних програм 2009 року за версією Clubic.com.
Підтримує не всі розповсюджені формати електронних документів. Не підтримуються файли довідки CHM, LIT, DOC і HTML. Під час друку документа у форматі PDF створюється великий тимчасовий файл, і це призводить до повільного друку на деяких принтерах.